# Contea di Rogers
La contea di Rogers (in inglese Rogers County) è una contea dello Stato dell'Oklahoma, negli Stati Uniti. La popolazione al censimento del 2000 era di 70 641 abitanti. Il capoluogo di contea è Claremore.

## Centri abitati
Città 
- Catoosa
- Claremore
- Collinsville
- Owasso
- Tulsa

 Città minori 
- Chelsea
- Fair Oaks
- Foyil
- Inola
- Oologah
- Talala
- Valley Park
- Verdigris

 Census-designated place 
- Bushyhead
- Gregory
- Justus
- Limestone
- Sequoyah
- Tiawah

Comunità non aggregate
- Jamestown
- Keetonville